# DIFOT
DIFOT（delivery in full, on time 完全な時間どおりの配送、またはOTIF （on-time and in-full [delivery] 時間 どおりの 完全な [配送] ）とは、 サプライチェーン内のロジスティクスまたは配送パフォーマンスの重要業績評価指標（KPI）。 通常はパーセンテージで表され、 サプライチェーンが提供できたかどうかを測定する。
OTIFは顧客が“要求するタイミングで要求する品物の入手する”頻度を測定する。 顧客視点で“納品”を見る事により、出荷時間（SOT: Shipped On Time）や定刻パフォーマンス（OTP: On Time Performance）等、他のデリバリーパフォーマンスインジケータよりも優れていると考える人もいます。
このKPIは、顧客サービスの期待に応える上でロジスティック全体のパフォーマンスを測定できるという利点があり、高いOTIFレベルに到達するには、サプライチェーンのすべての機能（受注、調達、サプライヤ、倉庫、輸送など）を最も効率良く稼働させる必要があります。